# Jean-Baptiste Davaine
Jean Baptiste Davaine, ou d’Avaine, né le 15 juin 1733 à Roulers (Belgique) de parents français, mort le 6 mars 1794 à Paris, est un général de division de la Révolution française.

## Biographie

### Enfance
Jean-Baptiste Davaine est né à Roulers de parents, d'origine française, tiennent la poste aux chevaux.

### États de service
Il entre en service en 1748, comme volontaire au régiment d’Egmont-Dragons, il assiste au siège de Maastricht, et il est promu brigadier en 1749. Maréchal des logis en 1752, il quitte le service et il devient inspecteur en chef des haras de Flandre.
En 1789, il prend la tête des patriotes flamands, il est major-commandant le 19 octobre 1789, et il s’empare de Gand le 13 novembre 1789. En décembre 1789, il est nommé lieutenant-colonel du 1er régiment de dragons, et le 2 mars 1790, il est fait colonel.
Il quitte la Belgique en novembre 1790, et il s’installe à Melun avec sa femme et ses deux fils.
Après le 10 août 1792, il prend les fonctions d’inspecteur général des chevaux de la nation, et il est promu général de brigade provisoire le 19 février 1793. Il est confirmé le 7 mars 1793, et il est nommé général de division le 30 juillet 1793. Le 7 brumaire an II (28 octobre 1793), il est mis en état d’arrestation par ordre du représentant Duquesnoy, pour ne pas avoir exécuté les ordres du général en chef lors de l’expédition dans la Flandre maritime. Il est traduit devant le Tribunal révolutionnaire et condamné à mort le 15 ventôse an II (5 mars 1794).
Il est guillotiné le 6 mars 1794 à Paris.